# 阿巴斯 (林叩斯之子)
阿巴斯（羅馬化：Abas）古希腊神话中阿尔戈斯第十二代国王，林叩斯（Lynceus）和许珀耳涅斯特拉（Hypermnestra）的儿子。他继承了外祖父达那俄斯（Danaus）的魔盾。阿尔戈斯诸王认为自己是阿巴斯的后裔。

## 资料来源
- 《神话辞典》，（苏联）M·H·鲍特文尼克等，统一书号：2017·304